# Inès Lamunière

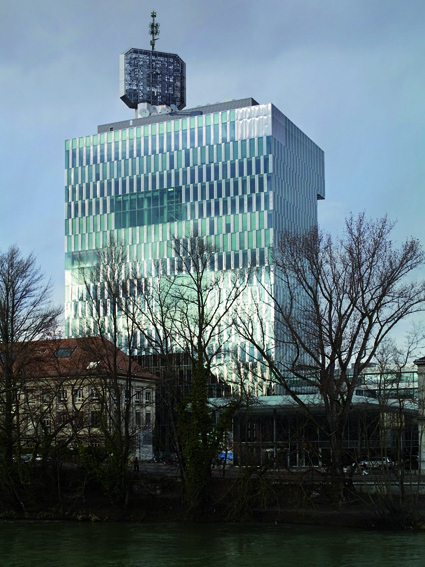
Torre de la Radio Télévision Suisse, Devanthéry & Lamunière, 2010

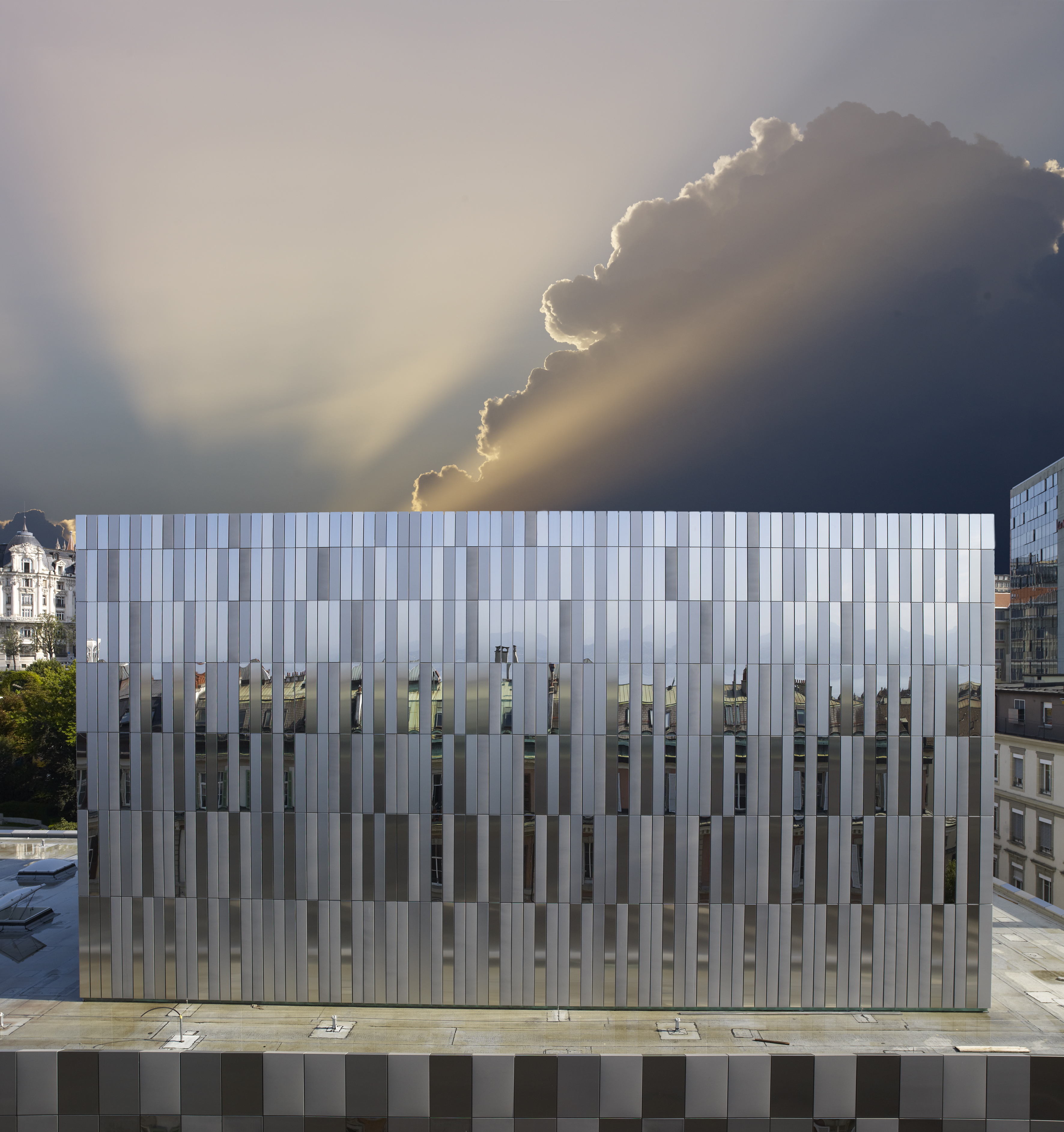
Rennovación de la Ópera de Lausana, Devanthéry & Lamunière, 2012

Inès Lamunière (Ginebra, Suiza, 25 de octubre de 1954 es una arquitecta que también se ha dedicado a la docencia.

## Biografía
Inés Lamunière era hija de un reconocido arquitecto suizo Jean-Marc Lamunière, y estudió arquitectura en la Escuela Politécnica Federal de Lausana (EPFL) en 1980, continuando su  formación en Teoría e Historia de la Arquitectura siendo miembro del Instituto Suizo de Roma; además  trabajó como asistente del Profesor Werner Oechslin en la Escuela Politécnica Federal de Zúrich.

## Trayectoria
Inés Lamunière destaca por su compromiso de producción y comunicación que le ha hecho vivir intensamente tanto en el ámbito de la actividad profesional, como en la esfera académica, siendo la investigación una bisagra de articulación y crecimiento entre ambas actividades y con el trabajo en equipos multidisciplinares.
Como profesional dirige su propia oficina de arquitectura (Devanthéry & Lamunière, con sede en Ginebra, junto a Patrick Devanthéry, fundada en 1983, y que en 2007 se transformó en dl-a, designlab-architecture SA, y que desde el año 2014 está dirigida directamente por ella, aunque desde 2015 cuenta con la colaboración de nuevos socios: los arquitectos Vicente Mas Durbec, Fiona Pia y Bruno Marchand), mientras que como docente ha dado clases en diferentes universidades del mundo (como cuando en 1994 fue nombrada profesora de Teoría y Crítica del Proyecto Arquitectónico en la Escuela Politécnica Federal de Zúrich y en la Escuela Politécnica de Lausana; en 1996, 1998 y 2008 trabajó como profesora invitada en la Escuela de Graduados en Diseño de (GSD) de la Universidad de Harvard y entre 2008 y 2011 dirigió el Departamento de la Sección de Arquitectura de la EPFL), todo ello compaginado con el desempeño de cargos de liderazgo en instituciones de investigación así como en organizaciones de promoción y apoyo a la actividad profesional de la mujer en las disciplinas del Diseño (como el cargo de codirectora de la revista Faces-Journal d’architecture de Ginebra, entre 1989 y 2004).
En el año 2001 fundó el Laboratorio de Arquitectura y Movilidad Urbana (LAMU) en la EPFL, institución que dirige desde sus orígenes; se trata de una de las cuatro orientaciones del área de investigación “arquitectura urbana”, realizada por el Instituto de Arquitectura y Ciudad (IA); tiene como objetivo investigador el desarrollo y renovación de las reflexiones sobre la teoría de la arquitectura y el urbanismo en Suiza, a partir del análisis y estudio de las innovaciones programáticas y formales como consecuencia de los nuevos estilos de vida que participan en la movilidad de la sociedad contemporánea.
Desde el año 2006 Lamunière ocupa el cargo de vicepresidenta en la Fundación Independiente WISH (Women In Science and Humanities) en la Escuela Politécnica Federal de Lausana, fundación que tiene el objetivo de fomentar la investigación y la promoción de la mujer en el campus y ofrece las herramientas, modelos, financiación, redes y apoyo necesarios en momentos clave de la carrera de mujeres jóvenes.

## Obra
En la primera etapa de dl-a, designlab-architecture SA., pueden considerarse obras singulares: el edificio Opera de Lausana, el edificio Torre de Radio y Televisión Suiza en Ginebra, la Facultad de Ciencias de la Vida en el campus EPFL y el Centro de Operaciones Philip Morris International en Lausana. Son obras en las que queda evidente una especial atención a las soluciones  tecnológico-formales de las fachadas.
Sus obras y proyectos han sido ampliamente difundidos en las revistas WA World Architecture, Le Temps, AS Architecture Suisse, entre otras.
Inés Lamunière también ha publicado obras en Investigación y Diseño como los libros Fo(u)r cities – Milan Paris Londres New York y Habiter la Menace, ambas de su autoría.

## Premios recibidos
En 2011 Inès Lamunière recibió el Premio Suizo Meret Oppenheim para las artes. En 2014, como miembro responsable del equipo “Supersäntis” (integrado por arquitectos, especialistas en neurociencias cognitivas, especialistas en comunicación visual, en curaduría de arte y cine), ganó la primera fase del concurso de ideas para la Exposición Nacional de 2027 en Suiza.